# Ветер (рассказ)
«Ветер» ― рассказ русского и советского писателя Михаила Александровича Шолохова, написанный в 1927 году.

## История публикации
Рассказ «Ветер» впервые опубликован в газете «Молодой ленинец» 4 июня 1927 года, № 124. В сборниках рассказов М.А.Шолохова не печатался. Впервые переиздан в «Книжном обозрении» 19 декабря 1986 года, № 51, С. 9.  В Собрания сочинений не входил. Впервые опубликован в 8 томе Собрания сочинений в 9 томах. М., 2002. Составитель и редактор В.В.Васильев. Печатается по первой публикации.
Переиздавая рассказ в «Книжном обозрении», П.В. Бекедин писал:
...некоторые моменты рассказа «Ветер» (Турилин и его сестра) вызывают в нашей памяти сцены, рисующие столкновения Митьки Коршунова с сестрой  Натальей, Аксиньи Астаховой с отцом...
По сообщению старшей дочери М.А. Шолохова, Светланы Михайловны, известно, что писатель «категорически противился перепечатке произведения, мотивируя свои возражения слишком патологическими, биологическими наклонностями в натуре выведенного им героя».

## Критика
Необычной для советской литературы находил тему «Ветер» («патологическую жестокость, вызванная чувством унижения и жалости к себе») Г.С. Ермолаев. Особенности менталитета Турилина он объяснял складом ума героя, «не дающим ему возможности отличить добро от зла»:
Он считает само собой разумеющимся то, что ему позволительно всё доставляющее ему удовольствие....
О психологически сложной коллизии «Ветра» писала С.Г. Семёнова:
В этом рассказе нет впрямую ни войны, ни гражданского противостояния, но есть жертва; нет распалённой, классовой идейной ненависти, т.е. идеологической мотивировки поведения героя, но есть экзистенциального-патологическая ситуация, есть, может быть, ещё более страшный и в чём-то более безнадёжный случай со своей "законной" для самого безногого вывороченной логикой, случай глубинного естественного ущерба человека, где свивается обида, отчаяние, циничный вызов, извращение, зло....

## Сюжет
Главный герой произведения, одинокий молодой казак Харитон Турилин, рассказывает случайному знакомцу, попросившему о ночлеге учителю, о своей «дюже завлекательной» жизни. Отступая с белыми к Чёрному морю, он отморозил и потерял обе ноги. Латыш-комиссар помог ему вернуться в родной хутор, однако  «пресная, безо всякой утехи» жизнь томит героя. Ожесточившийся в своей обиде на судьбу, он насилует родную сестру, после чего та навсегда покидает родной дом, а Харитон остаётся в мрачном, опустошающем одиночестве.

## Персонажи
- Головин ― учитель с хутора Задонского, возвращается с районного учительского съезда, останавливается на ночлег в хуторе Турилине.

- Хозяин ― молодой казак с хутора Турилина, инвалид, без ног, рассказывает случайному гостю учителю Головину историю своей жизни.